# Association des syndicats des employés d’Estonie
La Teenistujate Ametiliitude Keskorganisatsioon (TALO - Association des syndicats des employés d’Estonie) est une organisation syndicale estonienne fondée en 1992. Elle est affiliée à la Confédération européenne des syndicats. 

## Liens
Site officiel de la TALO